# Petr Vopěnka
Petr Vopěnka, né le 16 mai 1935 à Prague et mort le 20 mars 2015, est un mathématicien tchécoslovaque, puis tchèque, connu pour sa théorie alternative des ensembles.

## Biographie
Diplômé en mathématiques de l'université Charles de Prague (1958), il obtient son doctorat en 1967 sous la direction d'Eduard Čech et Ladislav Rieger. 
Il enseigne à la Faculté de mathématiques et de physiques de l'université Charles à partir de 1958, d'abord comme maître de conférence, puis comme professeur à partir de 1968. En 1967, il prend la direction du nouveau Département de Logique, mais celui-ci est aboli dès 1970 et Vopěnka, considéré comme un opposant au régime communiste tchécoslovaque, est privé de moyens de communiquer avec les scientifiques étrangers jusqu'en 1990 et la révolution de Velours. Il continue cependant ses travaux sur la théorie alternative des ensembles.
À partir des années 1980, il axe ses recherches vers des questions philosophiques liées aux mathématiques, notamment la phénoménologie de Husserl.
À partir de 1990, il sert comme recteur de l'université Charles et directeur du département de logique, à nouveau ouvert. En parallèle, il est ministre de l'Éducation de 1990 à 1992.
En 2000, il prend sa retraite de l'université Charles, mais continue à enseigner à l'université Jan Evangelista Purkyně de Ústí nad Labem jusqu'en 2009.